# Jamey Richard
(en) Statistiques sur pro-football-reference
Jameson Tyler Richard (né le 9 octobre 1984 à Weston) est un joueur américain de football américain.

## Enfance
Richard fait ses études à la Weston High School et joue dans l'équipe de football américain.

## Carrière

### Université
Il entre à l'université de Buffalo où il est nommé en 2007, étudiant-sportif masculin de l'année après sa dernière saison en NCAA.

### Professionnel
Jamey Richard est sélectionné au septième tour du draft de la NFL de 2008 par les Colts d'Indianapolis au 236e choix. Il fait son premier match comme titulaire le 7 septembre 2008 contre les Bears de Chicago. Ensuite, il remplace pendant quelques matchs Jeff Saturday. Le 28 décembre 2008, Richard empêche un ballon d'aller dans la end-zone contre les Titans du Tennessee et permet à Indianapolis d'aller en play-offs. Il est nommé par le Pro Football Weekly dans l'équipe des rookies.
Après cela, il retourne dans les arcanes du roster et entre au cours de dix matchs en 2009 avant de jouer quatorze matchs dont quatre comme titulaire en 2010. Le 12 septembre 2011, il est libéré par Indianapolis.
Le 25 mai 2012, il signe aux Patriots de la Nouvelle-Angleterre.

## Palmarès
- Premier étudiant de la Weston High School à devenir footballeur professionnel.
- Étudiant-sportif masculin de l'année 2007 de l'université de Buffalo
- Équipe des rookies de la saison 2008 par le Pro Football Weekly.